# Качурка галапагоська
Качурка галапагоська (Oceanodroma tethys) — вид морських буревісникоподібних птахів родини качуркових (Hydrobatidae).

## Поширення
Вид трапляється вздовж тихоокеанського узбережжя Північної та Південної Америки від Південної Каліфорнії (Мексика) на півночі до центрального Чилі на півдні. Розмножується на Галапагоських островах (Еквадор) та на островах Пескадор і Сан-Галлан (Перу).

## Спосіб життя
Це суто морські птахи, виходять на берег лише для відкладання яєць та виховання пташенят. Живляться планктонними ракоподібними та дрібною рибою. Гніздяться колоніями на важкодоступних скелястих острівцях. Гніздо облаштовують в ущелинах. Відкладають одне яйце.